# Ангелян, Владимир Оганесович
Владимир Оганесович Ангелян (арм. ) (23 августа 1931, Ахалцих — 2006) ― советский и армянский врач-офтальмолог, доктор медицинских наук (1971), профессор (1987), Заслуженный врач Российской Федерации (2001), почётный член ряда зарубежных академий. Является братом Бориса Ангеляна и Георгия Ангеляна.

## Биография
Родился 23 августа 1931 года в городе Ахалцихе, Грузинская ССР, ЗСФСР, СССР.
В 1956 году окончил Ереванский государственный медицинский институт. С 1962 года работал в Центральном офтальмологическом институте имени Гельмгольца в Москве.
В 1971 году защитил докторскую диссертацию на соискание учёной степени доктора медицинских наук на тему «Аденовирусные заболевания глаз (этиология, клинико-эпидемиологические особенности лечения и профилактика», которая остается актуальной и в настоящее. В 1972 году избран членом правления Научного общества офтальмологов РСФСР.
С 1973 года работал в Московском НИИ глазных инфекций и лаборатории иммунопатологии. С 1982 г. и до конца жизни руководил лабораторией иммунологии, вирусологии и микробиологии. В 1987 году ему присвоено учёное звание профессора.
В 2001 году ему присвоено звание «Заслуженный врач Российской Федерации». В 2002 году стал действительным членом Российской академии естественных наук.
Владимир Оганесович Анджелов (жил под этой фамилией) умер в 2006 году. Похоронен в Москве на Троекуровском кладбище, участок 6а.

## Научная деятельность
Он автор 220 научных работ, опубликованных в отечественной и зарубежной печати, 22 методических рекомендаций, изобретений и пособий для врачей и научных сотрудников. Работы Владимира Оганесовича Анджелова касаются инфекционной патологии органа зрения.
Он первым в СССР изучил ряд возбудителей аденовирусных заболеваний глаз, описал клинико-эпидемиологические особенности этих заболеваний, предложил методы диагностики, профилактики и лечения. Усовершенствовал офтальмоскоп, созданные Гельмгольцем, которые позволяют изучать глубокие участки глаза. Им была предложена система клинических дифференциально-диагностических признаков, позволяющую в отсутствие лабораторной службы отличить аденовирусную патологию от других инфекций. Располагая оригинальными штаммами вируса, В. О. Анджелов разработал систему профилактики эпидемического кератоконъюнктивита в глазных учреждениях.
Будучи одним из организаторов специализированной службы по инфекционной офтальмопатологии, В. О. Анджелов принимал активное участие в расшифровке и ликвидации вспышек острозаразных вирусных офтальмоинфекций в России.
Автор патентов: «Средство для лечения аденовирусных поражений глаз» и «Способ прогнозирования риска рецидивирования герпесассоциированных заболеваний глаз»
В. О. Анджелов был членом проблемной комиссии «Воспалительные заболевания глаз», членом президиума правления Всероссийского научного общества офтальмологов.
Награжден медалью «Ветеран труда», медалями ВДНХ СССР, почетными знаками «Отличник здравоохранения», «Изобретатель СССР», почетными грамотами Минздрава РФ.
Написал монографию «Актуальные вопросы офтальмоиммунологии» (1988 год).